# 金鼎壽
金鼎壽，字鶴皋，贵州長順人，清政治人物、進士出身。

## 生平
嘉慶十三年（1808年）戊辰科進士，三甲二十五名，后由廣西知縣遷廣德知州。著有《性存軒詩草》。